# Казановка (Хакасия)
Каза́новка (хак. Казанов аалы) — село в Аскизском районе Хакасии, находится в 40 км к северо-западу от райцентра — с. Аскиз.

## География
Расположено в среднем течении реки Аскиз по обоим берегам, в отрогах Абаканского хребта. Расстояние до ближайшей ж.-д. станции Казановская — 5 км. 

## История
Время образования — приблизительно в 1-й пол. 18 в. До Октябрьской революции 1917 село называлось Сескин аал (по имени бая Сёски Майнагашева) и административно входило в Казановский род (название - от имени родового старшины Казана Майнагашева). В годы становления советской власти аалы Казановского рода вошли в состав Казановского сельсовета — отсюда название села. Казановка — родина С. Д. Майнагашева — ученого и общественного деятеля.

## Население

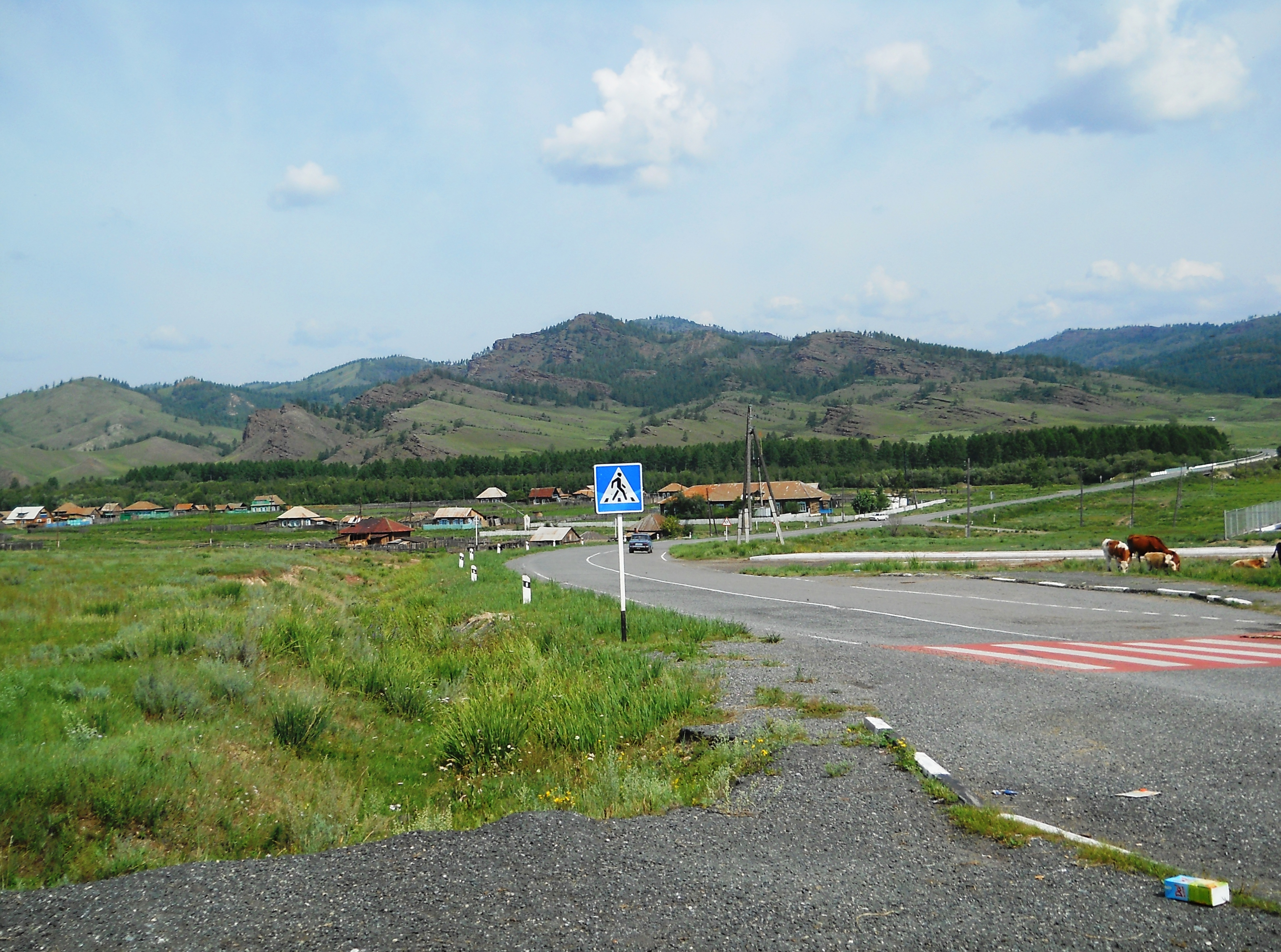
Вид на с. Казановка с автодороги

Число хозяйств — 133, население — 375 чел. (01.01.2004), в т.ч. хакасы (96,5%), русские.
| 2002 | 2010 |
| ---- | ---- |
| 378  | ↘361 |

## Инфраструктура
Имеются средняя общеобразовательная школа, библиотека, Хакасский республиканский национальный музей-заповедник (1996). В округе много археологических памятников: курганов разных эпох, наскальных рисунков, культовых сооружений - све, древних оросительных систем.

## Известные уроженцы
- Субраков, Ричард Иосифович — хакасский художник, график
- Майнагашев, Бронислав Семёнович — советский моряк